# Fédération des Khmers du Kampuchéa Krom
La Fédération Kampuchea Krom-Khmers (Khmers Kampuchea-Krom Federation en anglais) est une organisation pacifique fondée en 1985 et représentant les Khmers Kroms vivant dans le delta du Mékong de Vietnam, préconisant l'échelle internationale pour les droits humains, la liberté religieuse et l'autodétermination.

## Drapeau
- Bleu: la liberté et la démocratie
- Jaune: Khmers Krom qui aiment la paix et la justice
- Rouge: la bravoure et le sacrifice de Khmer Krom